# Sideroxylon verruculosum
Sideroxylon verruculosum är en tvåhjärtbladig växtart som först beskrevs av Arthur John Cronquist, och fick sitt nu gällande namn av Terence Dale Pennington. Sideroxylon verruculosum ingår i släktet Sideroxylon och familjen Sapotaceae. Inga underarter finns listade i Catalogue of Life.